# Vaterlandslied (Arndt)

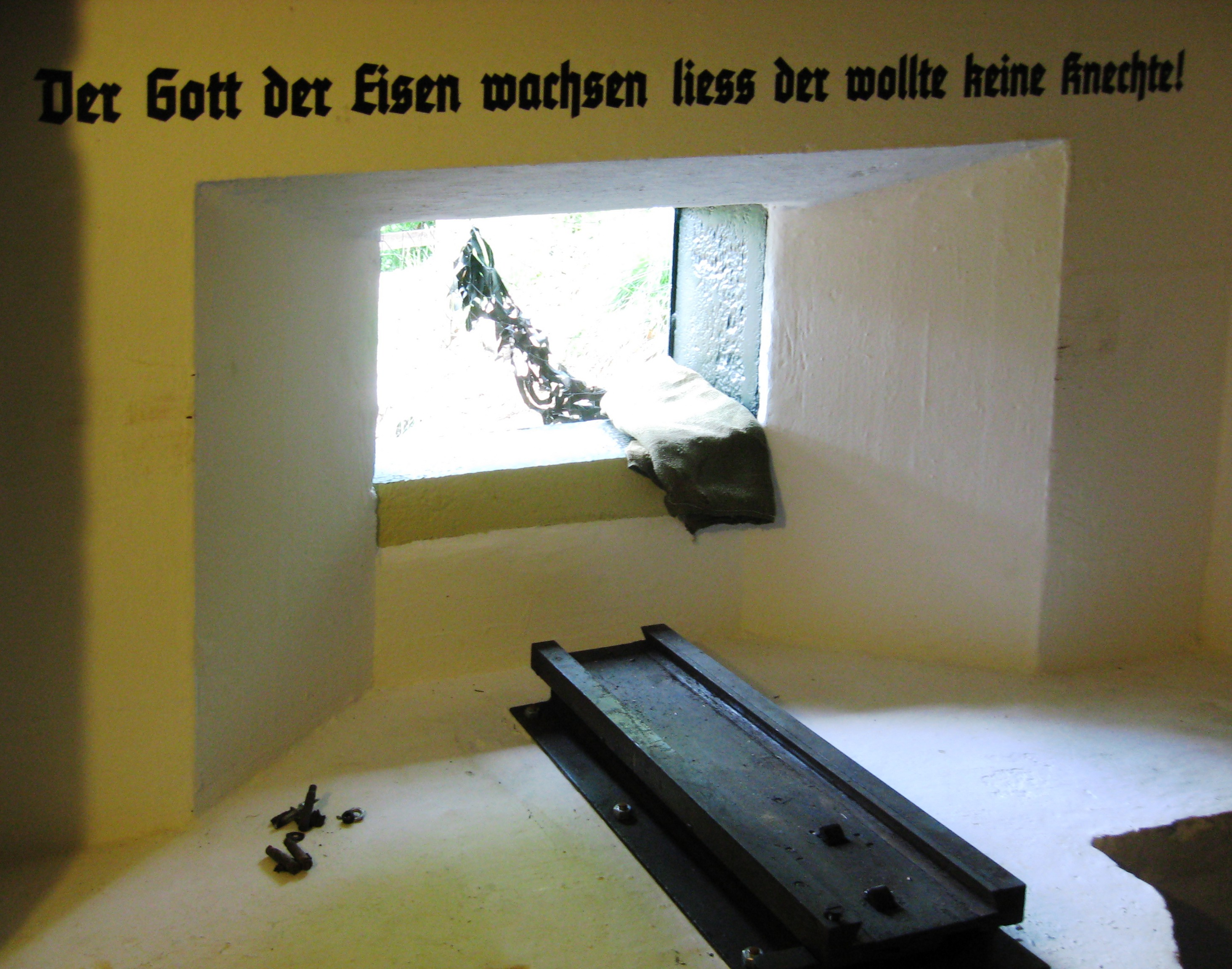
Schriftzug in einem Westwallbunker bei Haustadt

Das Vaterlandslied ist ein von Ernst Moritz Arndt 1812 geschriebenes Gedicht. Bekannter ist es unter dem Namen Der Gott, der Eisen wachsen ließ (der Anfangszeile des Gedichts). Hintergrund war die von Napoleon erzwungene Beteiligung deutscher Heere an seinem Russlandfeldzug 1812. Deutsche Patrioten fanden dies verwerflich und es kam zu einer Auswanderungswelle, die auch den preußischen Reformer Stein und Arndt als seinen Privatsekretär nach Sankt Petersburg führte. Der von dort aus gegen die Politik der deutschen Fürsten gerichteten Publizistik ist das Vaterlandslied zuzuordnen. Es wurde in den 1813 beginnenden Befreiungskriegen populär und, vertont von Albert Methfessel, im 19. und 20. Jahrhundert Teil des Kanons an Kampfliedern vor allem von national orientierten Studentenverbindungen und Männergesangsvereinen. Mit dem unveränderten Text der 5. Strophe aus der Originalausgabe („Lieder für Teutsche“, 1813) erfuhr das Lied während des Ersten Weltkriegs und in der Zeit des Nationalsozialismus erneut besondere offizielle Pflege: Das zeitweilig zu „Knechteblut“ veränderte „Franzosenblut“ fand in dieser Zeit wieder Anklang. Das im Zweiten Weltkrieg in der Sowjetunion aus einem Zusammenschluss deutscher Hitlergegner entstandene Nationalkomitee Freies Deutschland (NKFD) wählte 1943 das Vaterlandslied zur Erkennungsmelodie seiner Rundfunksendungen.

## Text und Melodie
Der Gott, der Eisen wachsen ließ,

der wollte keine Knechte,

drum gab er Säbel, Schwert und Spieß

dem Mann in seine Rechte;

drum gab er ihm den kühnen Mut,

den Zorn der freien Rede,

dass er bestände bis aufs Blut,

bis in den Tod die Fehde.

So wollen wir, was Gott gewollt,

mit rechter Treue halten

und nimmer im Tyrannensold

die Menschenschädel spalten.

Doch wer für Tand und Schande ficht,

den hauen wir in Scherben,

der soll im deutschen Lande nicht

mit deutschen Männern erben.

O Deutschland, heil’ges Vaterland!

O deutsche Lieb’ und Treue!

Du hohes Land, du schönes Land!

Dir schwören wir aufs neue:

Dem Buben und dem Knecht die Acht!

Der fütt’re Kräh’n und Raben.

So ziehn wir aus zur Herrmansschlacht

und wollen Rache haben.

Lasst brausen, was nur brausen kann,

in hellen, lichten Flammen!

Ihr Deutschen alle, Mann für Mann

fürs Vaterland zusammen!

Und hebt die Herzen himmelan

und himmelan die Hände,

und rufet alle, Mann für Mann:

Die Knechtschaft hat ein Ende!

Lasst klingen, was nur klingen kann,

die Trommeln und die Flöten!

Wir wollen heute Mann für Mann

mit Blut das Eisen röten,

mit Henkerblut, Franzosenblut –

o süßer Tag der Rache!

Das klinget allen Deutschen gut,

das ist die große Sache.

Lasst wehen nur, was wehen kann,

Standarten wehn und Fahnen!

Wir wollen heut uns Mann für Mann

zum Heldentode mahnen:

Auf, fliege, stolzes Siegspanier,

voran den kühnen Reihen!

Wir siegen oder sterben hier

den süßen Tod der Freien.